# هلال سعيد
لاعب كرة قدم إماراتي من مواليد 12 مايو 1977 لعب لنادي العين انتقل بعدها نادي الجزيرة الإماراتي موسمين و عاد إلى ناديه السابق

.

## وصلات خارجية
- هلال سعيد على موقع الاتحاد الدولي (مؤرشف)  (الإنجليزية)
- هلال سعيد على موقع قاعدة بيانات كرة القدم.إي يو (الإنجليزية)
- هلال سعيد على موقع ناشيونال فوتبول تيمز (الإنجليزية)
- هلال سعيد على موقع Soccerway.com (الإنجليزية)
- شبكة زعيم الإمارات - صوت الأمة العيناوية على الإنترنت
- الموقع الرسمي لنادي العين
- صفحة النادي في موقع كورة
- صفحة الاعب في موقع كورة